# Carex catharinensis
Carex catharinensis là một loài thực vật có hoa trong họ Cói. Loài này được Boeck. mô tả khoa học đầu tiên năm 1921.